# Ударная группа Селивачёва
Группа войск В. И. Селивачёва, Ударная группа В. И. Селивачёва (Южного фронта) — оперативно-стратегическое объединение (группа) РККА, во время Гражданской войны и военной интервенции. 
Войсковая группа была создана для нанесения вспомогательного удара по войскам Деникина на Харьковском направлении (впервые упоминается в директиве Главкома, от 13 августа 1919 года, за № 8815). 13 сентября 1919 года фактически прекратила своё существование.

## Состав
В состав группы  входили:
- управление
- 8-я армия (12-я, 15-я, 16-я, 33-я, 40-я стрелковые дивизии, одна бригада 37-й стрелковой дивизии)
- часть 13-я армии (3-я, 42-я стрелковые дивизии, 13-я отдельная кавалерийская бригада)
- Воронежский УР
- резерв группы (13-я стрелковая дивизия, одна бригада 31-й стрелковой дивизии).

Приблизительная численность личного состава и вооружения группы составила около 40 тысяч штыков, 4,1 тысяч сабель, 235 орудий, 1236 пулемётов, на участке фронта в 410 километров.

## Боевые действия
Группа Селивачёва начала наступление 15 августа 1919 года с нанесения удара в стык Донской и Добровольческой армий. Несмотря на действия в тылу группы конницы Мамонтова наступление поначалу проходило успешно, к 25 августа были заняты Новый Оскол, Бирюч, Валуйки. Части группы продвинулись к Белгороду, были заняты Волчанск и Купянск. Конные разъезды красных находились уже на подступах к Харькову. 26 сентября части ВСЮР предприняли мощное контрнаступление. С 26 августа по 2 сентября группа Селивачева находилась под постоянной угрозой окружения и вела тяжёлые бои, затем произвела отход оставив Купянск. С 7 по 15 сентября линия фронта проходила уже по линии Новый Оскол — Бирюч. К данному времени группа фактически прекратила своё существование, её поредевшие части с большим трудом вышли из окружения.

## Командный состав

### Командующий
- В. И. Селивачёв
- А. И. Ратайский

### Члены РВС
- В. А. Барышников
- В. Х. Ауссем.

### Начальники штаба
- Г. С. Горчаков